# هوندا اچ‌اس‌وی-۰۱۰ جی‌تی
هوندا اچ‌اس‌وی-۰۱۰ جی‌تی (Honda HSV-۰۱۰ GT) خودرویی است که در سال‌های ۲۰۱۰تولید شده‌است. طراحی آن خودروهای موتور جلو وسط-محور عقب بوده است.